# Vertebroplastica percutanea

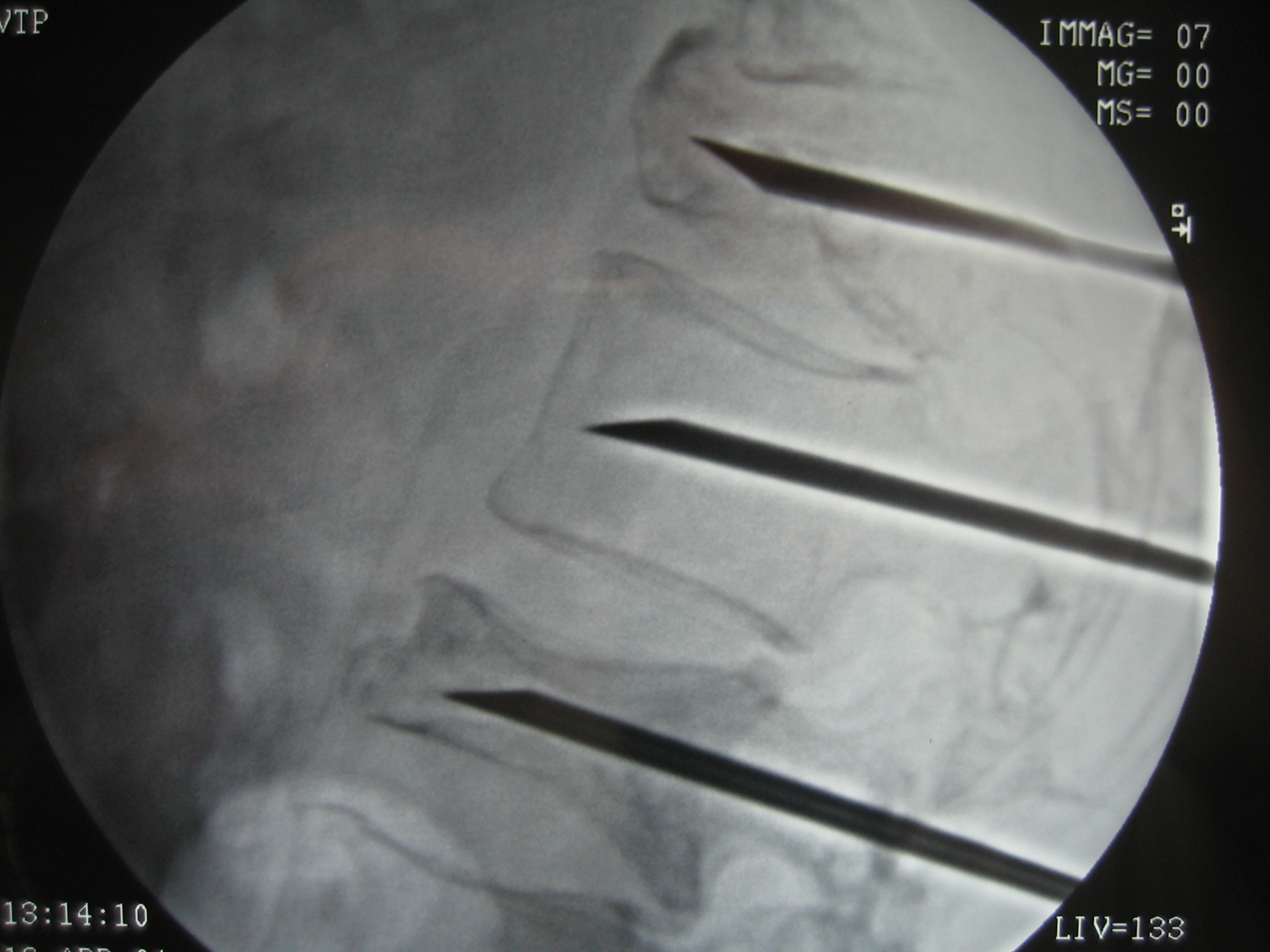
Aghi per vertebroplastica posizionati all'interno dei corpi vertebrali

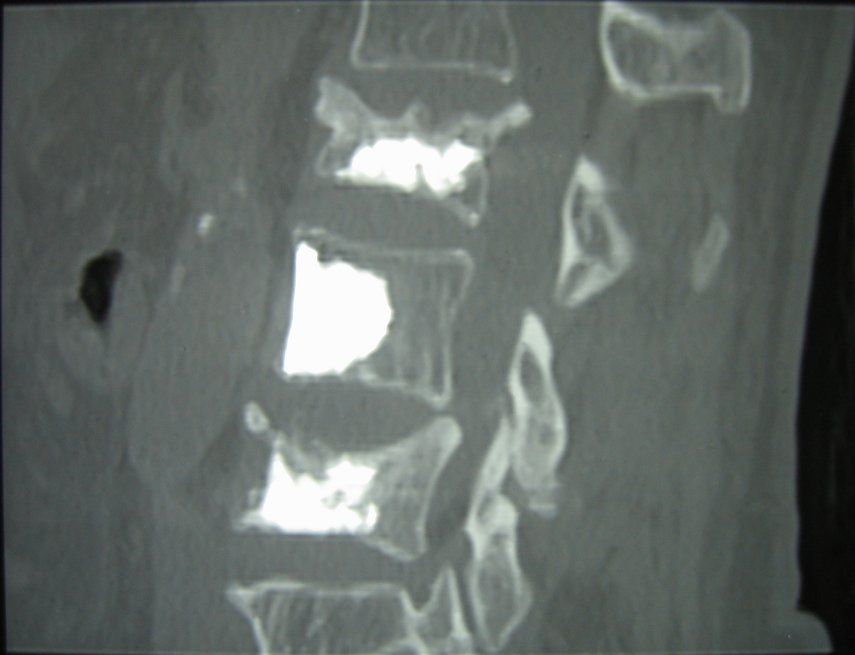
Controllo TAC di vertebre trattate con vertebroplastica percutanea

La  vertebroplastica percutanea  è una procedura di radiologia interventistica con la quale vengono trattate le fratture vertebrali patologiche, attraverso l'iniezione di un "cemento" biocompatibile nel corpo della vertebra.

## Utilizzi
Viene utilizzata per trattare le fratture vertebrali dovute a tumore primitivo o metastatico, mieloma, osteoporosi, trauma o ad angiomi con sintomatologia dolorosa resistente alla terapia tradizionale. Non è indicata nelle fratture traumatiche con frammenti espulsi, negli schiacciamenti vertebrali di vecchia data ormai consolidati nonn dolorosi o nelle fratture in cui vi sia il sospetto di infezione (osteomielite).

## Procedura
Consiste nell'iniezione, in anestesia locale o in blanda sedazione, di pochi millilitri di polimetilmetacrilato (PMMA), cemento biocompatibile già da tempo in uso negli interventi ortopedici, attraverso l'introduzione di uno speciale ago metallico nel corpo della vertebra da trattare sotto la guida della TC o della fluoroscopia. Questo cemento, consolidandosi in tempi molto brevi attraverso una reazione chimica in grado di sviluppare calore, determina la scomparsa del dolore e la stabilizzazione della vertebra fratturata.
È possibile trattare più fratture nella stessa seduta operatoria in base alle condizioni cliniche del paziente e all'esperienza dell'operatore.
La vertebroplastica, introdotta nel 1984 dal neuroradiologo francese Hervé Deramond, prevedeva tradizionalmente un accesso chirurgico "a cielo aperto" alle vertebre da trattare, pertanto necessitava di anestesia totale e di tempi lunghi di degenza e di convalescenza.
L'accesso percutaneo diretto, attraverso aghi del diametro di 2,5 millimetri, è molto meno invasivo e ha completamente soppiantato la tecnica precedente. Attualmente viene eseguito in numerose strutture e costituisce in molti casi un'alternativa al trattamento tradizionale, che prevede un lungo periodo di immobilizzazione (mediante busti o tutori) associato alla terapia antalgica.
La mini-invasività della procedura e la non necessità di una anestesia generale rende possibile eseguire la vertebroplastica anche nei pazienti molto anziani e debilitati.

## Complicanze
È possibile che si verifichino piccoli spandimenti di cemento all'esterno del corpo vertebrale e, in casi rari, anche all'interno del canale vertebrale. In circa il 3% dei casi si può avere una riacutizzazione temporanea del dolore per interessamento delle strutture radicolari. Le complicanze gravi legate alla procedura sono rare (<0,1%) e consistono principalmente nell'embolia polmonare a causa di migrazione del cemento nei vasi polmonari. e nella compressione midollare da migrazione del cemento nel canale vertebrale. L'esperienza dell'operatore e una buona apparecchiatura radiologica di guida sono fondamentali al fine di evitare tali complicanze.
La maggior parte di queste complicanze è dovuta a un centraggio imperfetto della vertebra da trattare, sotto la guida della sola fluoroscopia. Per questo motivo attualmente si preferisce associare alla guida fluoroscopica degli aghi anche la TAC, che permette la visione delle vertebre in tutte le loro sezioni.

## Controindicazioni
Vi sono alcune controindicazioni alla metodica:
- fratture con dislocazione del muro posteriore della vertebra con impegno di più del 20% del canale vertebrale;
- stati settici;
- gravi discrasie della coagulazione del sangue non correggibili[2]
- compressione midollare sintomatica
- fratture stabilizzate senza dolore.